# Racing Santander
Racing Santander – hiszpański klub piłkarski, założony 23 lutego 1913 roku, wywodzący się z miasta Santander. W sezonie 2022/2023 występuje w Segunda División.

## Historia
Racing Santander jest jednym z dziesięciu klubów, które uczestniczyły w pierwszych rozgrywkach Primera División w sezonie 1928/1929. Zespół brał udział w najwyższej klasie rozgrywkowej w latach 1928–1936, 1939–1940, 1950–1955, 1960–1962, 1973–1974, 1975–1979, 1981–1983, 1984–1987, 1993–2001 oraz 2002–2012. W sezonie 2011/2012 drużyna Racingu zajęła ostatnie 20. miejsce w rozgrywkach pierwszej ligi i spadła do Segunda División. W kolejnych latach Racing krążył między drugą i trzecią ligą, by w sezonie 2022/2023 wywalczyć utrzymanie w Segunda División.

## Sukcesy
- Wicemistrzostwo Hiszpanii: 1930/1931
- Trzecie miejsce w Primera División: 1933/1934
- Mistrzostwo Segunda División: 1949/1950, 1959/1960
- Półfinał Pucharu Króla: 2007/2008, 2009/2010

## Europejskie puchary
|  | Legenda do wszystkich tabel: - Q – runda eliminacyjna, 1/16, 1/8, 1/4, 1/2 – odpowiednia faza rozgrywek, Grupa – runda grupowa, 1r gr – pierwsza runda grupowa, 2r gr – druga runda grupowa, F – finał, R – runda, PO – play-off - k. – rzuty karne, los. – losowanie, Dogr. – dogrywka, w. – zasada bramek strzelonych na wyjeździe - D - mecz domowy, W - mecz wyjazdowy (dot. fazy grupowej Pucharu UEFA) |

| Sezon   | Rozgrywki        | Runda   | Przeciwnik          | Dom     | Wyjazd  | Ogólnie    |
| ------- | ---------------- | ------- | ------------------- | ------- | ------- | ---------- |
| 2003    | Puchar Intertoto | 2R      | Győri ETO FC        | 1–0     | 1–2     | 2–2, w.    |
| 2003    | Puchar Intertoto | 3R      | Slovan Liberec      | 0–1     | 1–2     | 1–3        |
| 2008/09 | Puchar UEFA      | 1R      | FC Honka            | 1–0     | 1–0     | 2–0        |
| 2008/09 | Puchar UEFA      | Grupa A | FC Twente           | 0–1 (W) | 0–1 (W) | 4. miejsce |
| 2008/09 | Puchar UEFA      | Grupa A | FC Schalke 04       | 1–1 (D) | 1–1 (D) | 4. miejsce |
| 2008/09 | Puchar UEFA      | Grupa A | Paris Saint-Germain | 2–2 (W) | 2–2 (W) | 4. miejsce |
| 2008/09 | Puchar UEFA      | Grupa A | Manchester City     | 3–1 (D) | 3–1 (D) | 4. miejsce |